# Pleine-Fougères
Pleine-Fougères (bretonsko Planfili) je naselje in občina v severozahodnem francoskem departmaju Ille-et-Vilaine regije Bretanje. Leta 2008 je naselje imelo 1.864 prebivalcev.

## Geografija
Naselje leži v pokrajini Bretaniji jugovzhodno od Saint-Maloja, 61 km severno od Rennesa.

## Uprava
Pleine-Fougères je sedež istoimenskega kantona, v katerega so poleg njegove vključene še občine La Boussac, Broualan, Roz-sur-Couesnon, Sains, Saint-Broladre, Saint-Georges-de-Gréhaigne, Saint-Marcan, Sougéal, Trans-la-Forêt in Vieux-Viel s 7.902 prebivalcema.
Kanton Pleine-Fougères je sestavni del okrožja Saint-Malo.

## Zanimivosti
- cerkev sv. Martina iz 19. stoletja,
- dvorec Château de Chauffaux.

## Pobratena mesta
- Huerta de Rey (Kastilija in Leon, Španija)
- Stęszew (Velikopoljsko vojvodstvo, Poljska).